# Кампсвілл (Іллінойс)
Кампсвілл (англ. Kampsville) — селище (англ. village) в США, в окрузі Калгун штату Іллінойс. Населення — 310 осіб (2020).

## Географія
Кампсвілл розташований за координатами 39°17′50″ пн. ш. 90°36′47″ зх. д. / 39.29722° пн. ш. 90.61306° зх. д. (39.297183, -90.612967).  За даними Бюро перепису населення США в 2010 році селище мало площу 3,21 км², з яких 2,64 км² — суходіл та 0,57 км² — водойми.

## Демографія
Згідно з переписом 2010 року, у селищі мешкало 328 осіб у 151 домогосподарстві у складі 90 родин. Густота населення становила 102 особи/км².  Було 202 помешкання (63/км²).
Расовий склад населення:
| - 99,4 % — білих - 0,6 % — азіатів |

До двох чи більше рас належало 0,0 %. Частка іспаномовних становила 0,3 % від усіх жителів.
За віковим діапазоном населення розподілялося таким чином: 22,9 % — особи молодші 18 років, 60,0 % — особи у віці 18—64 років, 17,1 % — особи у віці 65 років та старші. Медіана віку мешканця становила 45,1 року. На 100 осіб жіночої статі у селищі припадало 95,2 чоловіків;  на 100 жінок у віці від 18 років та старших — 91,7 чоловіків також старших 18 років.
Середній дохід на одне домашнє господарство  становив 42 690 доларів США (медіана — 34 375), а середній дохід на одну сім'ю — 44 001 долар (медіана — 35 833). За межею бідності перебувало 22,8 % осіб, у тому числі 46,4 % дітей у віці до 18 років та 0,0 % осіб у віці 65 років та старших.
Цивільне працевлаштоване населення становило 130 осіб. Основні галузі зайнятості: мистецтво, розваги та відпочинок — 24,6 %, освіта, охорона здоров'я та соціальна допомога — 13,8 %, виробництво — 12,3 %.